# Метью Сейтс
Метью Сейтс (англ. Matthew Sates, 28 липня 2003) — південноафриканський плавець.
Учасник Олімпійських Ігор 2020 року. Чемпіон НАСС 2022 року.